# Шенкані
Шенкані (вірм. Շենկանի) — село в марзі Арагацотн, на північному заході Вірменії. Село розташоване за 10 км на північний захід від міста Апарана, за 4 км на південний захід від села Ря Таза та за 6 км на південний схід від села Каняшир.